# RFC Saint-Michel

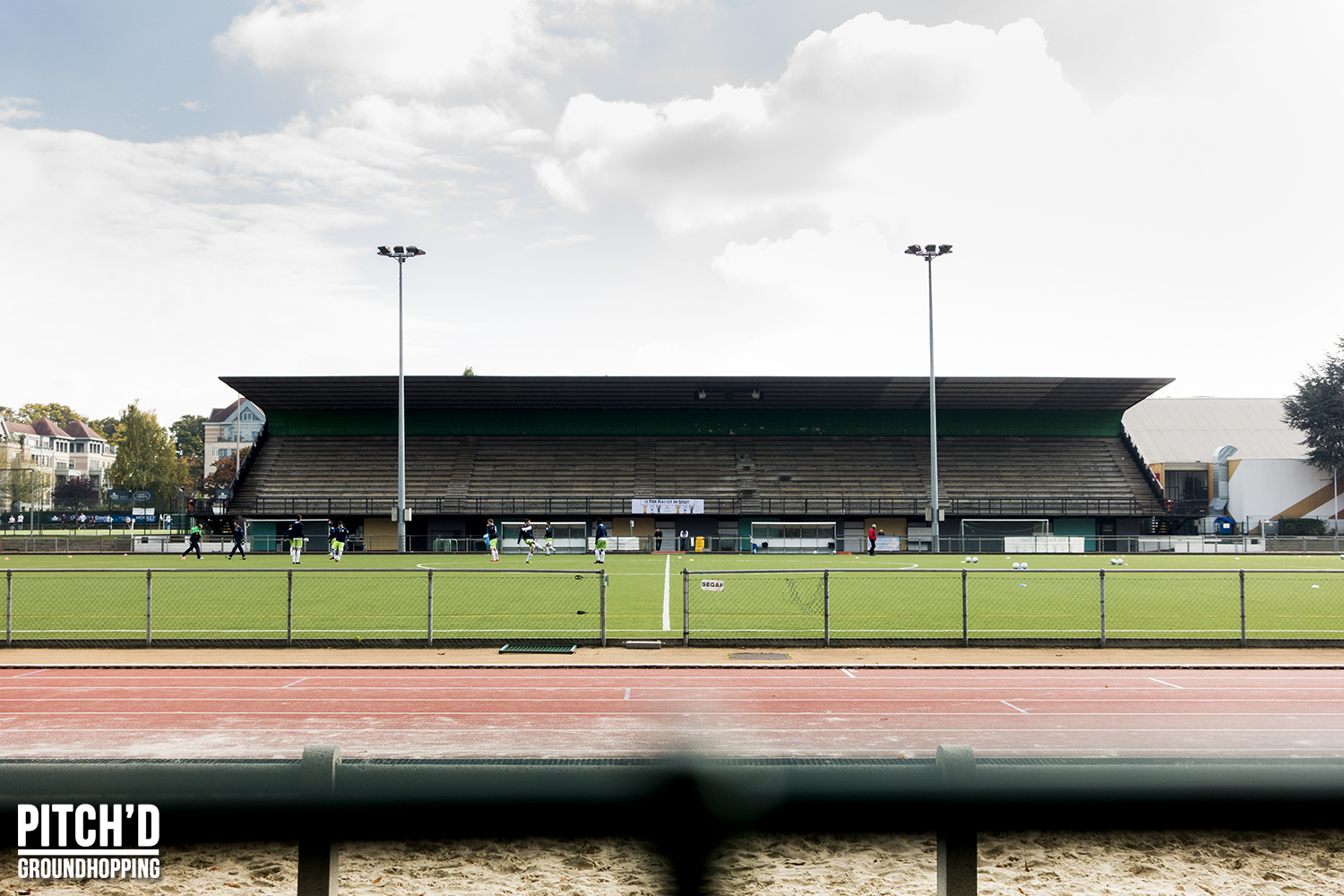
Sportcity, FC Saint-Michel

FC Saint-Michel is een Belgische voetbalclub uit Sint-Pieters-Woluwe. De club is aangesloten bij de KBVB met stamnummer 7774 en heeft rood en blauw als kleuren.

## Resultaten
| Seizoen | Klasse | Klasse | Klasse | Klasse | Klasse | Klasse | Klasse | Klasse | Reeks                                                    | Punten                                                   | Opmerkingen                                                                |
|         | 1A     | 1B     | 1Am    | 2Am    | 3Am    | P.I    | P.II   | P.III  | Vanaf 2016-17 zijn er 3 nationale en 2 regionale niveaus | Vanaf 2016-17 zijn er 3 nationale en 2 regionale niveaus | Vanaf 2016-17 zijn er 3 nationale en 2 regionale niveaus                   |
| ------- | ------ | ------ | ------ | ------ | ------ | ------ | ------ | ------ | -------------------------------------------------------- | -------------------------------------------------------- | -------------------------------------------------------------------------- |
| 2016/17 |        |        |        |        |        |        |        | 2      | Derde Prov. W.Brab.                                      | 60                                                       |                                                                            |
| 2017/18 |        |        |        |        |        |        | 3      |        | Tweede Prov. W.Brab.                                     | 50                                                       |                                                                            |
| 2018/19 |        |        |        |        |        | 16     |        |        | Eerste Prov. W.Brab.                                     | 20                                                       |                                                                            |
| 2019/20 |        |        |        |        |        |        | 2      |        | Tweede Prov. W.Brab.                                     | 32                                                       | Competitie vroegtijdig stopgezet vanwege de coronapandemie                 |
| 2020/21 |        |        |        |        |        |        | 2      |        | Tweede Prov. W.Brab.                                     | 9                                                        | Competitie vroegtijdig stopgezet vanwege de coronapandemie                 |
| 2021/22 |        |        |        |        |        |        | 2      |        | Tweede Prov. W.Brab.                                     | 73                                                       | Winst in eindronde tegen FC Amicii Bxl Jette, RSD Jette en RRC de Waterloo |
| 2022/23 |        |        |        |        |        | 11     |        |        | Eerste Prov. W.Brab.                                     | 38                                                       |                                                                            |
| 2023/24 |        |        |        |        |        | 8      |        |        | Eerste Prov. W.Brab.                                     | 38                                                       |                                                                            |
| 2024/25 |        |        |        |        |        | 3      |        |        | Eerste Prov. W.Brab.                                     | 57                                                       |                                                                            |
| 2025/26 |        |        |        |        |        |        |        |        | Derde afdeling ACCF A                                    |                                                          |                                                                            |

## Bekende (oud-)spelers
- Benoît Cerexhe[1]
- Thomas Chatelle (jeugd)
- Landry Dimata (jeugd)
- Andy Kawaya (jeugd)
- Kévin Nicaise (jeugd)

## Bekende (oud-)trainers
- René Taelman